# 大佩德拉
大佩德拉是巴西北大河州的一个市镇。总面积221.429平方公里，总人口4407人，人口密度19.9人/平方公里。